# August Krafft
Johann August Krafft (født 26. april 1798 i Altona, død 19. december 1829 i Rom) var en dansk/tysk genremaler.

## Liv og gerning
Han mistede tidlig sine forældre og blev opdraget af plejeforældre, som efter hans konfirmation satte ham i lære i en tobakshandel. Hans tegninger vakte dog så megen opmærksomhed, at kunstvenner skaffede ham midler til at rejse til København (1816), hvor han gennemgik Kunstakademiet og vandt dets sølvmedaljer; da han ved den følgende konkurrence i 1819 ikke opnåede den mindre guldmedalje, måtte han samme år forlade København.
Hans betydelige talent skaffede ham stadig venner, så at det lykkedes ham fra Altona at komme til Dresden, München og endelig til Wien, hvor han blev i tre år (1823-26). En tiltagende brystsyge hæmmede dog hans arbejdskraft og medvirkede til, at hans talent mere gav sig udslag i håndtegninger og akvareller, som vakte almindelig opmærksomhed ved lune og fin iagttagelsesevne, end i udførte billeder. Endelig løsrev Krafft sig fra Wien og nåede Rom, hvor han i tre år førte et af rig produktivitet præget kunstnerliv, om end mere i tegninger end i maleri (dog ejer Thorvaldsens Museum et ypperligt genrebillede af ham, Karnevalsoptrin, og Den Kongelige Malerisamling ejer et åndfuldt, men ufuldendt maleri, Den gamle Tigger, hvilket dog muligvis allerede er malet i Tyskland). Kobberstiksamlingen og Thorvaldsens Museum ejer hver især en del af hans fortrinlige håndtegninger. Navnlig lå gengivelsen af barnelivets umiddelbare rørelser og idylliske stemninger smukt for hans ædle og milde personlighed.
Imidlertid tog brystsygen overhånd, han måtte holde sig inde, og 1829 fandtes han liggende død i sengen.